# Општина Секујени (Бакау)
Секујени (рум. Secuieni) општина је у Румунији у округу Бакау.
Општина се налази на надморској висини од 279 m.